# Amitus aleurotubae
Amitus aleurotubae är en stekelart som beskrevs av Gennaro Viggiani och Mazzone 1982. Amitus aleurotubae ingår i släktet Amitus och familjen gallmyggesteklar. Inga underarter finns listade i Catalogue of Life.